# Bárbara Rey
María García García (Totana, Murcia, 2 de febrero de 1950), más conocida artísticamente como Bárbara Rey, es una actriz, vedette, personaje mediático y presentadora de televisión española.
Alcanzó la fama como símbolo sexual durante la transición y los años 80. Mantuvo durante una década una relación romántica con el rey Juan Carlos I.

## Biografía
Nacida el 2 de febrero de 1950 en Totana, se crio junto a su familia en la céntrica calle del Mayor Sevilla de dicha ciudad.

### Concursante en Miss Mundo (1970)
Destacando desde sus inicios por su belleza, a los dieciocho años ganó su primer concurso de belleza, el Maja de Murcia. En 1970 resultó Segunda Dama de Honor de Miss España, pero fue coronada tras renunciar para casarse, la ganadora inicial, Fina Román (Josefina Román, Chiclana de la Frontera), y la segunda clasificada Corona María González, que también renunció por el mismo motivo. Participó en los concursos Miss Mundo y Miss Internacional. Adquirió relevancia en España y fue animada por Joaquín Prat, en cuyo programa de radio participaría años después, para continuar su carrera como artista en el mundo del espectáculo. De 1969 data su primera intervención en el cine en el reparto de Operación Bi-ki-ni de Antonio Ozores. Desde entonces es habitual en el reparto de las películas de cine de destape español llegando a participar a lo largo de su carrera, durante los años 70 y 80, en un total de 43 películas. Compaginó su carrera como actriz de reparto con su actuación en los ballets y espectáculos de la noche madrileña del tardofranquismo en las salas de fiestas Piccadilly y JJ.

### Éxito en televisión:Palmarés(1976)
En 1975 presentó junto a Ágata Lys, Paca Gabaldón y Didi Sherman la Gala Especial de Nochevieja de TVE, producida por Valerio Lazarov, alcanzando una gran popularidad entre el público español. A continuación se convirtió en una estrella de la televisión presentando en 1976 el programa de variedades Palmarés en el horario de máxima audiencia de los sábados por la noche siendo reconocida como símbolo sexual por su belleza, sensualidad y picardía. Su estilo a la hora de vestir y su característico peinado fueron tendencia. Desde sus inicios fue habitual en la prensa del corazón a cuenta de su actividad profesional. Además de presentar era la vedete, lo que propició la producción de discos con las grabaciones de los temas musicales del programa.

### Vedete de revista yreinadel cine del destape
Gracias a su popularidad, prosigue su carrera en el teatro musical como vedete del género de la revista, destacando algunos como Quinto, Sexo y Séptimo (1975), una comedia musical de Juan José Alonso Millán y Gregorio García Segura interpretada por Bárbara Rey, Pedro Valentín, Inés Morales y Eva León. También más adelante en Madrid, trabajó junto a Rosa Valenty, Eva León y Marisol Ayuso en una revista que atrae la atención del mismísimo Alain Delon, con quien Bárbara tendría una corta relación. Otro gran espectáculo fue Barcelona es Bárbara, interpretado en el teatro Victoria de Barcelona (1978-1979). Posteriormente a Barcelona es Bárbara, Bárbara inicia otro espectáculo como vedete principal en el teatro Lido de Madrid desde 1979-1980, siendo sustituida después por Norma Duval. Es en el teatro Lido donde conoce a Ángel Cristo. Otro título que se puede destacar es la comedia musical Polvo de estrellas (1979), en el Teatro Calderón de Madrid junto a Manolito Royo, Jorge Vila, José Sanz y Marisa Porcel bajo la dirección de José Buira. Bárbara intervino también en múltiples espectáculos teatrales como Cantando se entiende la gente, en el Café-Teatro La Fontana, o El show mágico del circo (1975), en el Café-Teatro Recoletos, junto a Rosa Valenty, Inés Morales, Isabel Luque y Emilia Rubio.
Compaginó su actividad como vedete en el teatro con el cine integrando el grupo de las reinas del destape español. Dentro de este género se puede señalar Las delicias de los verdes años junto a María José Cantudo o Mi mujer es muy decente, dentro de lo que cabe junto a Concha Velasco y José Sacristán. Además, protagonizó con Rocío Dúrcal Me siento extraña (1977) y Carne apaleada (1978) con Esperanza Roy, películas de amores lésbicos pioneras de este género en España. Muchos de estos filmes son ahora discutidos en cuanto a calidad, pero alcanzaron grandes cifras de recaudación y tienen valor sociológico como reflejo de una época. 
Fuera del género del destape, es reconocida por intervenir en el reparto de un episodio de la popular Curro Jiménez (1977) y por su papel de mujer fatal en La escopeta nacional (1978), de Luis García Berlanga.
Además protagonizó las campañas de publicidad de Freixenet (1980) y Agencia Tributaria para promover la declaración de la renta en España.

### El circo de Bárbara Rey y Ángel Cristo
Estando en la cima de su carrera artística, decide dejarlo todo por amor y contrae matrimonio en 1980 con el empresario circense Ángel Cristo. Su circo Ruso se denominó también circo de Bárbara Rey y Ángel Cristo, y recorrieron España con sus espectáculos, obteniendo un éxito rotundo, emitiendo además una representación circense en RTVE en 1982. Además de actuar como vedete, también realizaba números como domadora de elefantas. Sin embargo, tras los malos resultados económicos debidos a la adicción a las drogas de Cristo, sus accidentes con los leones y el incendio del circo Ruso en 1986, la actividad del circo cerró en 1987.

### Regreso al género de revista, el teatro y la televisión
Con 38 años, en 1988 Bárbara retomó su glamurosa carrera como vedete. En junio presentó su espectáculo en el programa musical El edén de RTVE con el número Los hombres para mí, y en noviembre estrenó la función Una noche Bárbara, junto a Arévalo, Marisa Porcel y Manolo Cal, producción de presupuesto de 50 millones de pesetas. Además, Bárbara introdujo una sección en la que imitaba la voz, imitando a Lola Flores, Rocío Jurado o María José Cantudo. Los años siguientes apareció en capítulos de diferentes series de televisión como Primera función (1989) o Pero ¿esto qué es? (1989), en el reparto de las obras teatrales Cuéntalo tú, que tienes más gracia (1990) junto a Juan Carlos Naya o Un marido de ida y vuelta (1994), con Juanjo Menéndez, Manuel Tejada y Tomás Zori.
Regresó a la primera línea de la televisión, presentando el programa Esto es espectáculo (1994-1996) en TVE junto a Ramón García en su primera etapa y Manuel Bandera en la segunda.
Durante los años noventa continuó su carrera en televisión junto al productor José Luis Moreno interviniendo en las comedias musicales de sus programas con revistas como Si Fausto fuera Faustino, La estrella de Egipto o Vampiresas, junto a artistas como Alberto Closas Jr., Alfonso Lussón, Alfredo Cernuda, Marta Valverde, Silvia Gambino y Andoni Ferreño. Además, continuó apareciendo como invitada en numerosos programas de humor y de entretenimiento, así como en series de televisión como La casa de los líos (1999) en Antena 3, protagonizada por Arturo Fernández, Lola Herrera y Florinda Chico. Intervino en los capítulos El regreso de Manuela y Espías al ataque, o Academia de baile Gloria (2001) protagonizada por Lina Morgan y que cosechó ese año un gran éxito de audiencia.
Desde finales de los años 90, con la aparición del formato televisivo Tómbola, la historia personal de Bárbara Rey llena horas de contenido. En los años siguientes, su presencia en los programas del corazón será habitual, siendo frecuente la intervención de personas de su entorno familiar en estos y siendo la periodista Chelo García Cortés amiga personal de Bárbara desde sus inicios como artista. Durante cinco años presentó en el espacio de cocina de Canal 9 En casa de Bárbara (2000-2005), continuando su carrera como actriz de teatro. Además, ha participado en concursos de tele realidad como Esta cocina es un infierno (2006) o Acorralados (2011), y realizando, con 55 años una sesión fotográfica para Interviú (2006).
En la actualidad Bárbara compagina la actuación con su condición de personaje mediático y colaboradora en programas como ¿Dónde estás corazón?, Deluxe, Salsa Rosa, El ventilador ¡Qué tiempo tan feliz!, Espejo público (2009-2011) o Mujeres y hombres y viceversa (2013-2014), entre otros.
En 2023 se estrenó la serie Cristo y Rey y el programa Una vida bárbara producidos por Antena 3.

## Vida personal
Sus padres fueron Andrés García Valenzuela y Salvadora García Molina. En la infancia, Bárbara es llamada familiarmente como Marita. La mediana de tres hijos, sus hermanos son Salvador (1947-2023) y Petra, ésta productora y directora de TV.
Bárbara Rey fue amante del rey Juan Carlos I entre 1976 y 1994. Habían sido presentados en 1976 por el presidente del Gobierno, Adolfo Suárez durante un acto de campaña de su partido, Unión de Centro Democrático. Para esta relación secreta el CESID prestó servicios de control y protección. La relación se desarrolló en un chalé situado en Boadilla del Monte, vecindad de la élite social y económica madrileña, del que Bárbara se deshizo en 2019.
En 1980 contrajo matrimonio con el empresario circense y domador Ángel Cristo. La original ceremonia tuvo lugar en su circo, instalado en la plaza de toros de Valencia y el evento, calificado como boda del año, fue cubierto por la prensa del corazón. De este matrimonio nacieron Ángel (1981) y Sofía Cristo (1983). Se separaron en 1989, tras sufrir violencia doméstica y la adicción a las drogas de su marido.
En 1994 Juan Carlos I pone fin a su relación de más de diez años con Bárbara, interrumpida únicamente durante el matrimonio de ésta con Cristo. La vedete logró el abono de una compensación económica por la ruptura de la relación sentimental gracias a la custodia de vídeos de sus encuentros íntimos. Según antiguos altos mandos del CESID, los pagos se abonaban a través de una cuenta del Kredietbank (Quintet Private Bank) de Luxemburgo y de otras cuentas opacas. En 1996 la compensación fue finiquitada con una liquidación final autorizada en última instancia por el presidente José María Aznar.

## Filmografía

### Películas
| Año  | Título | País                              | Director                 | Rol                      |
| ---- | --- | --------------------------------- | ------------------------ | ------------------------ |
| 1964 | Los cien caballeros / I cento cavalieri / Die hundert Ritter                                                                                | Italia España Alemania Occidental | Vittorio Cottafav        | Laurencia                |
| 1968 | Objetivo BI KI NI | España                            | Mariano Ozores           | —                        |
| 1969 | La vida sigue igual | España                            | Eugenio Martín           | —                        |
| 1970 | Dale color al difunto | España                            | Luis María Delgado       | —                        |
| 1970 | Crimen imperfecto | España                            | Fernando Fernán Gómez    | —                        |
| 1970 | El dinero tiene miedo | España México                     | Pedro Lazaga             | —                        |
| 1971 | Cómo casarse en siete días | España                            | Fernando Fernán Gómez    | —                        |
| 1971 | A mí las mujeres ni fu ni fa | España                            | Mariano Ozores           | —                        |
| 1972 | París bien vale una moza | España                            | Pedro Lazaga             | —                        |
| 1972 | Galería Nocturna: El milagro de Camafeo. El fantasma de Sorworth Place / Night Gallery: The Miracle at Camafeo. The Ghost of Sorworth Place | EE. UU.                           | Rod Serling              |                          |
| 1973 | Separación matrimonial | España                            | Angelino Fons            | Señora Méndez            |
| 1973 | Las garras de Lorelei | España                            | Amando de Ossorio        | —                        |
| 1973 | La llamaban la Madrina | España                            | Mariano Ozores           | —                        |
| 1973 | El consejero | Italia                            | Alberto De Martino       | —                        |
| 1973 | La noche de los brujos | España                            | Amando de Ossorio        | —                        |
| 1973 | La chica del molino rojo | España                            | Eugenio Martín           | Grace Begley             |
| 1974 | El amor empieza a medianoche | España                            | Pedro Lazaga             | Mujer de Arana           |
| 1974 | El buque maldito | España                            | Amando de Ossorio        | Noemí                    |
| 1974 | El chulo | España                            | Pedro Lazaga             | Loli                     |
| 1974 | Onofre | España                            | Luis María Delgado       | —                        |
| 1974 | Sex o no sex | España                            | Julio Diamante           | —                        |
| 1974 | La noche de los brujos | España                            | Amando de Ossorio        | Agnes                    |
| 1974 | Onofre | España                            | Luis María Delgado       | Marta                    |
| 1975 | Zorrita Martínez | España                            | Vicente Escrivá          | Bibiana                  |
| 1975 | Mi mujer es muy decente, dentro de lo que cabe                                                                                              | España                            | Antonio Drove            | Cristina                 |
| 1975 | Virilidad a la española | España                            | Francisco Lara Polop     | Nati                     |
| 1976 | Cuando Conchita se escapa, no hay tocata | España                            | Luis María Delgado       | —                        |
| 1976 | La viuda andaluza | España                            | Francesc Betriu          | —                        |
| 1976 | Deseo | España                            | Alfonso Balcázar         | —                        |
| 1976 | Call Girl: La vida privada de una señorita bien                                                                                             | España                            | Eugenio Martín           | Mónica                   |
| 1976 | La muerte ronda a Mónica | España                            | Ramón Fernández          | Eva                      |
| 1976 | Las delicias de los verdes años | España                            | Antonio Mercero          | Doña Beatriz de Montilla |
| 1977 | Carne apaleada | España                            | Javier Aguirre           | —                        |
| 1977 | Me siento extraña | España                            | Enrique Martí Maqueda    | Marta                    |
| 1977 | Desnuda ante el espejo / Teufelscamp der verlorenen Frauen                                                                                  | Alemania Occidental Austria       | Hubert Frank             | Xenta García             |
| 1977 | Cuentos de las sábanas blancas | España                            | Mariano Ozores           | Rosaura                  |
| 1978 | La escopeta nacional | España                            | Luis García Berlanga     | Vera del Bosque          |
| 1978 | Rostros | España                            | Juan Ignacio Galván      | Teresa                   |
| 1978 | Corrupción en el senado / Porco Mondo | Italia                            | Sergio Bergonzelli       | Nadia                    |
| 1978 | Historia de Eva / Piccole labbra | Italia                            | Mimmo Cattarinich        | Christa                  |
| 1978 | Carne apaleada | España                            | Javier Aguirre           |                          |
| 1978 | Piccole labbra | Italia                            | Emanuele Vittorio Marino | —                        |
| 1979 | ¡Mi adúltero esposo! ('In Situ') | España                            | Joaquín Coll Espona      | Plumita                  |
| 1979 | El periscopio | España                            | José Ramón Larraz        | Verónica                 |
| 1980 | Unos granujas decentes | España México                     | Mariano Ozores           | Violeta Martínez         |
| 1989 | El landó de seis caballos | España                            | Gustavo Pérez Puig       |                          |

### Programas de televisión
| Año                           | Programa                              | Cadena             | Notas                     |
| ----------------------------- | ------------------------------------- | ------------------ | ------------------------- |
| 2011; 2015; 2018; 2021 – 2022 | Deluxe                                | Telecinco          | Invitada                  |
| 2011                          | Acorralados                           | Telecinco          | Concursante               |
| 2018                          | Volverte a ver                        | Telecinco          | Invitada                  |
| 2018                          | Ven a cenar conmigo: Gourmet edition  | Cuatro             | Concursante               |
| 2019                          | Supervivientes                        | Telecinco / Cuatro | Colaboradora              |
| 2021                          | Secret Story: La casa de los secretos | Telecinco / Cuatro | Defensora de Sofía Cristo |
| 2023                          | Y ahora Sonsoles                      | Antena 3           | Invitada                  |
| 2023                          | El hormiguero                         | Antena 3           | Invitada                  |
| 2023                          | Pasapalabra                           | Antena 3           | Invitada                  |
| 2023                          | Espejo público                        | Antena 3           | Invitada                  |
| 2023                          | Cuentos chinos                        | Telecinco          | Invitada                  |
| 2024                          | Drag Race España: All Stars           | Atresplayer        | Jueza invitada            |
| 2024                          | Mask Singer: Adivina quién canta      | Antena 3           | Concursante               |
| 2024                          | Bárbara Rey, mi verdad                | Telecinco          | Protagonista              |

### Como presentadora
- Especial nochevieja (1975)
- Palmarés (1976)
- Esto es espectáculo (1994-1996)
- En casa de Bárbara (2000-2005)
- Murcia, qué hermosa eres (2005)
- Una vida bárbara (2023)

### Como intérprete
- Curro Jiménez (Episodio "En la sierra mando yo") (1977), de Fernando Merino.
- El Edén (1987)[25]
- Ven al paralelo (1992)
- Telepasión Española: Una noche en el Roxy (1995). Protagonizando la revista "Las chicas de la cruz roja"
- La Revista: "Las vampiresas̠" (1996)
- La Revista: "Si Fausto fuera Faustina" (1995)
- "La Revista: "La estrella de Egipto" (1995)
- La casa de los líos (1999)
- Academia de baile Gloria (2001)
- Homo Zapping (2005)
- Adivina quién viene a cenar (2010)

### Como colaboradora
- Jurado Eurovisión (1978)
- Jurado Eurovisión (1992)
- Noches de gala (1993)
- Tal cual (1994-1996)
- El ventilador (2007-2008)
- Gala TP (2008)
- Espejo público (2009-2011)
- La noria (2012)
- Sálvame Deluxe (2012)
- Mujeres y hombres y viceversa (2013-2014)
- Sábado Deluxe (2018; 2022)
- Volverte a ver (2018)
- Supervivientes (2019)
- Secret Story: La casa de los secretos (2021)
- Cuentos chinos (2023)
- Drag Race España (2024)

### Como concursante
- Esta cocina es un infierno (2006) - Ganadora
- Acorralados (2011) - 2.ª expulsada
- Ven a cenar conmigo: Gourmet edition (2018) - Tercer lugar
- Mask Singer: Adivina Quién Canta (2024) - 8.ª desenmascarada

## Discografía
- Mi libro de amor (1976)
- Mac Navajas (1976)
- El cocherito leré (1976)
- Los artistas (1976)
- Perrito Tommy (1976)
- Si no valgo la pena (1976)
- Un globo azul (1976)
- Yo soy el circo (1976)
- Los hombres para mí (1976)
- Qué será (1976)
- Mi hombre (1976)

## Teatro

### Revista
- Barcelona es Bárbara (1978-1979)
- Una noche bárbara (1979-1980) (Teatro Lido, bajo la dirección de Quique Camoeiras)
- Una noche "Bárbara" (1987-1989) (Espectáculo de creación propia)
- La estrella de Egipto (1995)
- Si Fausto fuera Faustina (1996)
- Vampiresas (1996)
- Las revistas de Tony Leblanc (2000)

### Teatro
- Cantando se entiende la gente (1974)
- El show mágico del circo (1975)
- Quinto, Sexo y Séptimo (1975)
- Polvo de estrellas (1979)
- Cuéntalo tú que tienes más gracia (1990-1991)
- Un marido de ida y vuelta (1994) (para televisión)
- Ático con terraza (2006)
- La venganza de Don Mendo (2012)
- El hotelito (2013-2014)

## Trabajos publicados
- Yo Bárbara. Mis Memorias (2025). ISBN 9788401037689